# Baumstingl
Baumstingl ist ein Gemeindeteil von Miesbach auf der Gemarkung Wies im oberbayerischen Landkreis Miesbach.

## Lage
Die Einöde Baumstingl liegt am nordwestlich von Miesbach.

## Name
Der Ortsname Baumstingl bezieht sich wohl auf ‚einen Baum ohne Krone‘, nach die die Einöde benannt wurde, ähnlich wie die Worte Birnstingl und Kerschenstingl für ‚Stil‘ sowie Hanfstingl und Haarstingl für ‚Stengel‘/‚Stängel‘.

## Bevölkerungsentwicklung
Um 1871 lebten in Baumstingl fünf Einwohner. In der Nachkriegszeit des Zweiten Weltkriegs stieg die Bevölkerungszahl auf elf Einwohner. Im Mai 1987 gab es sieben Einwohner in einem Wohngebäude.
| Jahr      | 1871 | 1925 | 1950 | 1970 | 1987 |
| Einwohner | 5    | 9    | 11   | 6    | 7    |